# Katutura Este
Katutura Este es un distrito electoral de la Región de Khomas en Namibia.
Su población es de 17.737 habitantes. Katutura Este es una localidad dentro de Windhoek que fue fundada para ser habitada por negros por el entonces gobierno del apartheid de Namibia en la década de 1950.

## Historia
En 1912, el consejo de la ciudad de Windhoek, dominada por los colonos alemanes, decidieron segregar la ciudad. Los negros fueron asignados a residir al oeste dentro de un sitio llamado "Old Location" como también dentro de un suburbio al sudeste de la ciudad. Las otras zonas fueron declaradas "blancas".
En 1932, Old Location fue reorganizada por la administración sudafricana a cargo del África del Sudoeste. La segregación sudafricana exigió un reparto del municipio de negros ("township") en barrios étnicos. Asimismo, al mismo tiempo que la infraestructura del township eran construidas, los habitantes fueron reagrupados en función de su origen Ovambo, Damara, Hereros... Varios de estos grupos subdividieron sus barrios propios en función de los clanes de origen como Otjikatjamuaha (el barrio del jefe Tjamuaha), Otjimaruru (la gente de Omaruru).
Todo el barrio estaba representado ante el consejo de la ciudad por una autoridad administrativa de 12 miembros (negros), donde la mitad era elegida por los residentes y la otra mitad nombrada por el superintendente blanco a cargo de la presidencia de dicha autoridad.
En 1947, la municipalidad alentó la inmigración de trabajadores estacionales ovambos. Un barrio provisional les fue asignado, denominado "Pokkiesdraai Contract Owambo Compound".
En 1955, el número de trabajadores migratorios Ovambo era de 1700 tanto como la totalidad de los residentes Ovambo de Old Location.
En aplicación de la política del apartheid, la administración del África del Sudoeste decide construir un nuevo barrio nativo para reemplazar los existentes. La grand mayoría de los residentes rehusaron sin embargo mudarse al lugar de residencia que les había sido asignado a 5 kilómetros de Windhoek.
En diciembre de 1959, los boicots degeneraron en protestas. La masacre de Old Location (11 personas muertas por la policía, 44 heridas) marcó el inicio de la resistencia efectiva a la administración sudafricana y al apartheid.
En 1961, fue el turno de los residentes de Windhoek Este o Klein Windhoek y en 1963 los de Pokkiesdraai de unirse al nuevo distrito. La mudanza de los habitantes de Old Location fue terminada definitivamente el 31 de agosto de 1968.
El nuevo barrio nativo fue bautizado "Katutura" por los Hereros, significando "nosotros no tenemos una residencia permanente".
Katutura no logrará jamás hacer renacer el ambiente familiar y amistoso que reinaba en las calles de Old Location el cual los antiguos residentes recordaban todos los días con nostalgia.
En 1968, Katutura tenía 4000 casas de alquiler repartidas en cinco secciones étnicas y un alojamiento de 1000 plazas para los emigrantes. La zona urbana de Windhoek se compone en lo sucesivo de 3 entidades distintas: Katutura para los negros, Khomasdal para los mestizos y Windhoek para los blancos.